# زاريا (كيروف)
زاريا (بالروسية: Заря) هي مدينة في مقاطعة كيروف أوبلاست في روسيا.
يبلغ عدد سكانها حوالي 1183   نسمة.